# Flammulina
Genre
Synonymes
- Collybidium Earle[1]
- Myxocollybia Singer[1]

Flammulina est un genre de champignons basidiomycètes de la famille des Physalacriaceae.

## Liste d'espèces
Selon Index Fungorum (19 mai 2020) :
- Flammulina callistosporioides (Singer) Singer 1964
- Flammulina cephalariae Pérez-Butrón & Fern.-Vic. 2007
- Flammulina elastica (Sacc.) Redhead & R.H. Petersen 1999
- Flammulina fennae Bas 1983
- Flammulina ferrugineolutea (Beeli) Singer 1969
- Flammulina filiformis (Z.W. Ge, X.B. Liu & Zhu L. Yang) P.M. Wang, Y.C. Dai, E. Horak & Zhu L. Yang 2018
- Flammulina finlandica P.M. Wang, Y.C. Dai, E. Horak & Zhu L. Yang 2018
- Flammulina glutinosa G. Stev. 1964
- Flammulina lupinicola (Redhead & R.H. Petersen) C. Hahn 2016
- Flammulina mexicana Redhead, Estrada & R.H. Petersen 2000
- Flammulina ononidis Arnolds 1977
- Flammulina populicola Redhead & R.H. Petersen 1999
- Flammulina rossica Redhead & R.H. Petersen 1999
- Flammulina similis E. Horak 1980
- Flammulina stratosa Redhead, R.H. Petersen & Methven 1999
- Flammulina velutipes (Curtis) Singer 1951 - Collybie à pied velouté
- Flammulina yunnanensis Z.W. Ge & Zhu L. Yang 2008